# مجلس السياحة في لندن
تأسس مجلس السياحة في لندن في عام 1963 وأصبح المجلس الإقليمي الرسمي للسياحة في لندن بموجب قانون تطوير السياحة في عام 1969. وهي مسؤولة عن تسويق العاصمة والترويج لها، وتقديم خدمات المعلومات السياحية، والتوصية بإدخال تحسينات على الهياكل الأساسية والمرافق اللازمة لنمو السياحة. وفي عام 2003، أعيدت تسميتها إلى زيارة لندن. في عام 2011، تم وضعها في الإدارة من قبل هيئة لندن الكبرى، وتم نقل مسؤولية السياحة إلى شركة جديدة، لندن وشركاؤها.

## المقدمة
والآن أصبحت السياحة في لندن واحدة من أهم ثلاثة صناعات في لندن (مع التمويل وتجارة التجزئة). عندما تأسس مجلس السياحة في لندن في عام 1963 جاء 1.6 مليون زائر في الخارج فقط إلى لندن، في عام 2010 كان هذا قد ارتفع إلى 10 ملايين، بالإضافة إلى 16 مليون من الخارج. وقام مجلس السياحة في لندن، الذي أنشأه ممثلون عن الصناعة، بمن فيهم السير تشارلز فورتي، اللورد فورتي، المشهور لاحقا، بدعم من مجلس مقاطعة لندن، بدور رئيسي في الترويج للندن، وفي توفير المعلومات للزوار، ووضع المعايير، وفي تشكيل المنتج السياحي الذي نراه اليوم. وعلى مدى تاريخ مجلس لندن السياحي الذي دام 40 عاماً، يتلقى ما يصل إلى 70% من تمويله من مصادر عامة (مجلس لندن الكبرى، ومجلس السياحة الإنجليزي، وهيئة لندن الكبرى).
هذه المقالة تستكشف تاريخ وإنجازات مجلس السياحة في لندن ومكتب الزوار والمؤتمرات في لندن، مما أدى إلى إنشاء زيارة لندن في عام 2003. وتولت زيارة لندن تسويق لندن، بينما كانت وكالة التنمية في لندن مسؤولة عن التخطيط والبحث والتطوير. في عام 2011، وضعت زيارة لندن في الإدارة من قبل هيئة لندن الكبرى (الممول الرئيسي لها) واستبدلت بمنظمة جديدة، لندن وشركاؤها.

## التاريخ المبكر واهدافه
تأسس مجلس السياحة في لندن في 16 مايو 1963 من قبل ممثلي صناعة السياحة بقيادة السير تشارلز فورتي، اللورد فورتي في وقت لاحق. وكانت أهدافه الأولى كما يلي:
- ولتنفيذ خدمات المعلومات والاستقبال للزوار في الخارج بالاشتراك مع رابطة السفر البريطانية، وهيئة السياحة البريطانية في وقت لاحق، والآن (British) و (بعد عام 1969 وإقرار قانون تطوير السياحة) مجلس السياحة الإنجليزية [زيارة إنجلترا] - كانت خدمات الإعلام والإقامة الجزء الرئيسي من أنشطة نمور التاميل في السنوات الأولى.
- تطوير الخدمات ووسائل الراحة لزوار لندن
- لجذب الزوار إلى لندن من جميع أنحاء بريطانيا وتمديد موسم الزوار لندن.
- تشجيع عقد مؤتمرات ومعارض وطنية ودولية في لندن من خلال مكتب المؤتمرات الذي أنشئ بوصفه مجلس إدارة السياحة في لندن.
- التشاور مع الدعاية ال BTA والترقيات وإسداء المشورة بشأنها لاجتذاب زوار لندن

كان أحد الأهداف الهامة، بغض النظر عن الانتشار الموسمي، هو تحقيق انتشار جغرافي أفضل للسياح عبر لندن وفي الآونة الأخيرة، في جميع أنحاء المملكة المتحدة.

## الإنجازات التي تحققت في السنوات الأولى
وقام مجلس السياحة بلندن بدور رئيسي في تطوير نداء لندن للزوار من خلال المعلومات السياحية - شخصيا وعلى الهاتف - التي توفر خدمات الحجز في أماكن الإقامة، وتدريب المرشدين السياحيين، وتطوير المنتج من خلال المناسبات، والترويج مثل لندن في بلوم، وتوفير المعلومات لمنظمي المؤتمرات والمعارض. وهنا بعض النقاط البارزة:
1.     تقديم خدمات المعلومات من البداية - شخصيا، عن طريق البريد والهاتف. وبحلول عام 1965، كان مجلس السياحة في لندن يتعامل مع استفسارات 134,000 في السنة ليرتفع إلى أكثر من 2 مليون في السنوات اللاحقة. كان هناك مراكز معلومات سياحية في فيكتوريا، في سلفريدجز وهاررودز، برج لندن، محطة شارع ليفربول وفي نهاية المطاف في هيثرو.
2.     وكان الحصول على أماكن إيواء للطلاب تحدياً رئيسياً لخدمات المجلس السياحي في لندن خلال فترة 'التأرجح في لندن'. وأنشأ المجلس السياحي في لندن مركزا للطلاب في دار الطلاب الدولية في حزيران 1970 – 32,116 طالباً الذين يقطنون في الصيف الأول.
3.     وقام مجلس السياحة في لندن بإدارة مكتب خاص للسكن من مكاتبه في بيكاديلي. وفي 1969، وبسبب الطلب المتزايد، ناشد المجلس السياحي في لندن المزيد من أصحاب المنازل الخاصة لاستقبال الزوار 459  شخصاً شاركوا وتعاملوا مع أكثر من 6000 زائر. أصبحت نواة راسخة للإقامة غير المكلفة. وشملت المبادرات الأخرى مدينة الخيمة في ورموود سكربس وموقع مخيم على أهوار هاكني.
4.     وافتتح مركز إقامة للميزانية في طريق باكنغهام بالاس في عام 1972 لمواجهة العدد المتزايد من الزوار الشباب.
5.     وقد أدار المجلس السياحي بلندن خدمة الرسائل المسجلة عن بعد في آذار/مارس 1971 باللغة الإنكليزية و 4 لغات أخرى 1,25 مليون مستخدم في السنة الأولى.
6.     وصدر منشور مكتب لندن للمؤتمرات في عام 1964 بعنوان «لندن - العاصمة للمؤتمرات والاتفاقيات». وقد تم الاعتراف بالرابطة كواحدة من أفضل الجوائز من نوعها في العالم وفازت بالعديد من الجوائز.
7.     نشرت يوميات LCB لأول مرة في عام 1971 تليها «هذا الشهر في لندن» في عام 1973  السنة التي كانت لندن المدينة رقم 1 لاجتماعات الجمعيات الدولية.
8.     واعتُرف منذ عام 1970 بحق بأن دورة دليل الشارات الزرقاء، والسجل، والامتحانات وما إلى ذلك، تعتبر من أفضل الدورات في العالم.
9.     وقد نشرت مجلة لندن لوج (وهي مجلة شهرية للصناعة) لأول مرة في عام 1965 ــ وهي مصدر للمعلومات والأخبار عن لندن ونمور التاميل.
10. تم إطلاق خطة عضوية مجلس السياحة في لندن للصناعة في مايو 1970.
11. ومنذ البداية كان النهر ينظر إليه باعتباره مصدراً سياحياً هاماً ــ فقد تولى نمور التاميل زمام المبادرة في الترقيات وغيرها من الأنشطة الرامية إلى تحسين الخدمات المقدمة للزوار (الرصيف، وتجميع الخدمات، وتوفير البيانات الدقيقة للطواقم لاستخدامها، وما إلى ذلك).
12. وكان تنظيم موكب عيد الفصح في حديقة باترسي ومسابقات الأرنب والأميرة لمدة 11 عاما حتى عام 1973 - أي ما يصل إلى 1/2 مليون شخص يحضرون كل عام.
13. تنظيم وتشجيع سون وآخرون لوميري في محكمة هامبتون (1966-1970) وبرج لندن (1967)
14. بدء وتنظيم مسابقة لندن في بلوم من عام 1967 كجزء من بريطانيا في بلوم.